# IC 2945
IC 2945 ist eine elliptische Galaxie vom Hubble-Typ E-S0 im Sternbild Löwe an der Ekliptik. Sie ist schätzungsweise 458 Millionen Lichtjahre von der Milchstraße entfernt.
Das Objekt wurde am 27. März 1906 von Max Wolf entdeckt.